# Hymenancora duplicata
Hymenancora duplicata är en svampdjursart som först beskrevs av William Lundbeck 1910.  Hymenancora duplicata ingår i släktet Hymenancora och familjen Myxillidae. Inga underarter finns listade i Catalogue of Life.